# Площадь Мира (Казань)
Пло́щадь Ми́ра (тат. Тынычлык мəйданы) — площадь в посёлке Дербышки Советского района Казани. Одна из трёх площадей посёлка, примыкающая к одной (Комсомольской) и расположенная надалеко от другой (Дербышкинской). На площадь нередко распространяют название соседней Комсомольской площади. Примерная площадь данного сквера 30000 квадратных метров.
Имеющая необычную треугольную форму, называемая за это в народе «Треугольником», большая, подобная скверу площадь ограничена главной в посёлке магистральной улицей Мира с юго-востока, улицей Главная с северо-востока и улицей Парковая с запада. Напротив северо-восточного угла площади через улицу Мира находится небольшая зелёная Комсомольская площадь.
Организованная в 1950-х гг, площадь является местом прогулок и проведения детских и молодёжных праздников и прочих массовых мероприятий.
Помимо проезжей части улиц по периметру, площадь имеет большую травяную зелёную зону с созданной Благотворительным детским фондом Натальи Водяновой в 2011 году, одной из самых крупных и благоустроенных в городе детской площадкой в центре и деревья с другими зелёными насаждениями по периферии. В южном углу зелёной зоны находится пункт общепита МакДональдс, в северо-западном — кафе-бар грузинской кухни, а также в центре у детской площадки в летний период разбивается шатровое детское летнее кафе. В середине 1970-х гг в зелёной зоне был установлен как технический памятник-монумент списанный реактивный авиалайнер Ту-124, который был сожжён местной молодёжной группировкой в эпоху разгула т.н. «казанского феномена» в середине 1980-х гг.
На выходящих на площадь улицах расположены жилые 5-этажные дома-«хрущёвки» с магазинами и другими общественными заведениями.
На каждом из углов площади находятся остановки маршрутов автобусов № 1, 9, 11, 19, 25, 34, 41, 44, 51, 60, 84, 88, 91: у южного — остановка «Интернат», следующих по улице Мира в обоих направлениях; у северо-восточного — остановка «Комсомольская площадь» («магазин Комсомольский»), следующих по улице Мира по направлению от центра города; за северо-западным - остановка «магазин Восток», следующих по улицам Главная и Парковая по направлению к центру города.

## Галерея

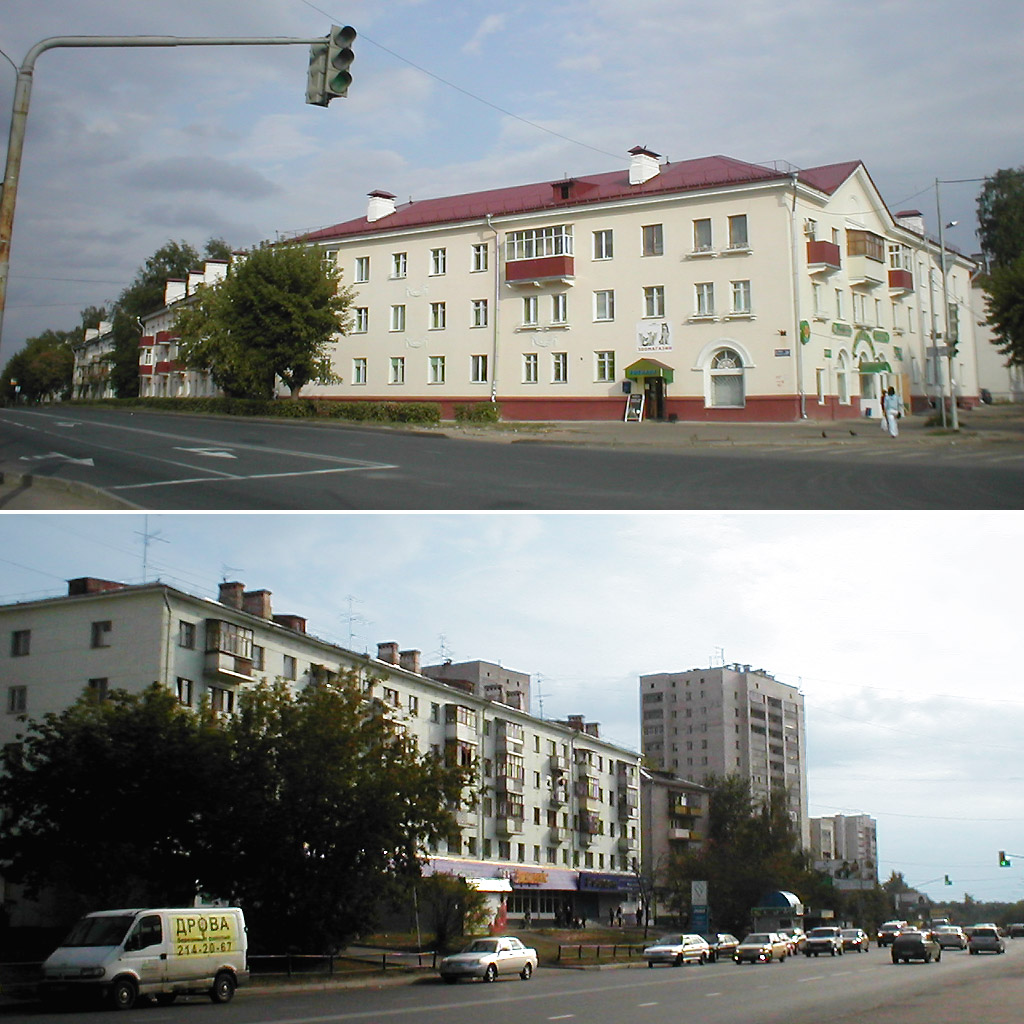
дома на улице Мира вдоль площади